# Afroestricus sankofa
Afroestricus sankofa là một loài ruồi trong họ Asilidae. Afroestricus sankofa được Scarbrough miêu tả năm 2005. Loài này phân bố ở vùng nhiệt đới châu Phi.